# Putovnica Ujedinjenog Kraljevstva
Putovnica Ujedinjenog Kraljevstva putna je isprava koja se državljanima Ujedinjenog Kraljevstva izdaje za putovanje i boravak u inozemstvu, kao i za povratak u zemlju. Za vrijeme boravka u inozemstvu, putna isprava služi za dokazivanje identiteta i kao dokaz o državljanstvu Ujedinjenog Kraljevstva. Putovnica Ujedinjenog Kraljevstva se izdaje za neograničen broj putovanja.

## Jezici
Putovnica je ispisana engleskim jezikom.

### Stranica s identifikacijskim podacima
- slika vlasnika putovnice
- tip ("P" za putovnicu)
- kod države
- serijski broj putovnice
- prezime i ime vlasnika putovnice
- državljanstvo
- nadnevak rođenja (DD. MM. GGGG)
- spol (M za muškarce ili F za žene)
- mjesto rođenja
- nadnevak izdavanja (DD. MM. GGGG)
- potpis vlasnika putovnice
- nadnevak isteka (DD. MM. GGGG)
- izdana od